# Cantone di Naucelle
Il Cantone di Naucelle era una divisione amministrativa dell'arrondissement di Rodez.
A seguito della riforma approvata con decreto del 21 febbraio 2014, che ha avuto attuazione dopo le elezioni dipartimentali del 2015, è stato soppresso.

## Composizione
Comprendeva i comuni di:
- Cabanès
- Camjac
- Centrès
- Meljac
- Naucelle
- Quins
- Saint-Just-sur-Viaur
- Tauriac-de-Naucelle